# Stara Synagoga w Ratyzbonie
Stara Synagoga w Ratyzbonie – nieistniejąca synagoga znajdująca się w Ratyzbonie, przy dzisiejszej Brixener Hof, dawniej zwanej Schäffnerstraße.
Synagoga została zbudowana na początku lat 40. XIX wieku. Jej uroczyste otwarcie nastąpiło 2 kwietnia 1841 roku. W 1907 roku budowla z powodu groźby zawalenia, została wyburzona. Na jej miejscu w 1912 roku wzniesiono nową synagogę.